# لوا (عمان)
شهر لوا  (به عربی: لوی) در باطنه در کشور عمان واقع شده‌است. جمعیت این شهر ۲۵٫۷۷۶ نفر است.